# Візові вимоги для громадян Естонії
З 1 травня 2004 року, коли Естонія стала повноправним членом Європейського союзу, громадяни Естонії можуть подорожувати без візи по країнах Європейського Союзу та країнам-членам Європейського економічного простору, а також Швейцарської конфедерації. При цьому межі вони можуть перетинати як з паспортом, так і з ІД-карткою.
Станом на 2015 громадяни Естонії мають можливість відвідувати без візи в цілому 159 держав і територій.
З 10 січня 2013 а громадяни Естонії зможуть відправитися в безвізове подорож або у відрядження в Вірменію і перебувати в країні від трьох місяців до півроку.

### Європа
| Держави і території  | Права перебування                                                                                             |
| -------------------- | --- |
| Європейський союз    | безстрокове [Архівовано 26 листопада 2013 у Wayback Machine.] [Архівовано 14 березня 2012 у Wayback Machine.] |
| Албанія              | 90 днів |
| Андора               | 90 днів |
| Боснія і Герцеговина | 90 днів |
| Хорватія             | 90 днів |
| Ісландія             | 90 днів |
| Косово               | 90 днів |
| Ліхтенштейн          | 90 днів [Архівовано 9 квітня 2011 у Wayback Machine.]                                                         |
| Північна Македонія   | 90 днів |
| Молдова              | 90 днів [Архівовано 14 вересня 2008 у Wayback Machine.]                                                       |
| Монако               | 90 днів |
| Чорногорія           | 90 днів [Архівовано 23 вересня 2009 у Wayback Machine.]                                                       |
| Норвегія             | 90 днів [Архівовано 29 березня 2014 у Wayback Machine.]                                                       |
| Сан-Марино           | 90 днів |
| Сербія               | 90 днів |
| Швейцарія            | 90 днів |
| Україна              | 90 днів |
| Ватикан              | 90 днів |

### Африка
| Держави і території | Права перебування                                            |
| ------------------- | ------------------------------------------------------------ |
| Ботсвана            | 90 днів                                                      |
| Кабо-Верде          | Необхідна віза після прибуття                                |
| Коморські Острови   | Необхідна віза після прибуття                                |
| Джибуті             | Необхідна 1-місячна віза після прибуття за DJF 5,000         |
| Єгипет              | Необхідна 30-денна віза після прибуття за US $ 15            |
| Кенія               | Необхідна 3-місячна віза після прибуття за US $ 50           |
| Мадагаскар          | Необхідна 90-денна віза після прибуття за MGA 140,000        |
| Маврикій            | 6 місяців                                                    |
| Майотта             | 90 днів [Архівовано 9 січня 2015 у Wayback Machine.]         |
| Марокко             | 3 месяців                                                    |
| Мозамбік            | Необхідна 30-денна віза після прибуття за US $ 25            |
| Реюньйон            | безстрокове [Архівовано 23 травня 2008 у Wayback Machine.]   |
| Сейшельські Острови | 1 місяць                                                     |
| Свазіленд           | 1 місяць                                                     |
| Танзанія            | Необхідна 3-місячна віза за $ 50                             |
| Того                | Необхідна 7-денна віза після прибуття за XOF10, 000 ~ 35,000 |
| Уганда              | Необхідна 3-місячна віза за $ 50                             |
| Замбія              | Необхідна 3-місячна віза за $ 50                             |